# Gare de Saint-Thégonnec
Gare de Saint-Thégonnec – przystanek kolejowy w Saint-Thégonnec, w departamencie Finistère, w regionie Bretania, we Francji. 
Jest przystankiem kolejowym Société nationale des chemins de fer français (SNCF), obsługiwanym przez pociągi TER Bretagne.